# Batalla de Werl
La batalla de Werl se libró entre el 3 y el 8 de marzo de 1586 durante una campaña de un mes de duración en el ducado de Westfalia, por mercenarios que peleaban para Gebhard Truchsess von Waldburg, Arzobispo-Príncipe Elector protestante (calvinista) de Colonia.
La acción de Werl estuvo precedida por un saqueo general de Vest y Recklinghausen por las tropas de Hermann Friedrich Cloedt y Martin Schenck, que alienaron a los campesinos y mercaderes de Westfalia de la causa de Gebhard. Schenck recurrió a su astucia para capturar la fortaleza de Werl, pero no logró superar por completo a la guardia que se había refugiado en la ciudadela. La llegada de una fuerza superior, que sobrepasaba la suya en una proporción de 10  a 1, al mando de Claude de Berlaymont, lo arrinconó dentro de las murallas de la ciudad. En la retirada subsiguiente, Schenk tomó una docena de civiles como rehenes y escapó con su botín cruzando el río Rin.

## Contexto
Cuando Gebhard se convierte al calvinismo, contrae matrimonio con Agnes von Mansfeld-Eisleben en 1583 y declara la paridad religiosa para protestantes y católicos en el Electorado, el grupo de la Catedral eligió obispo a Ernesto de Baviera. Gebhard se negó a entregar la sede eclesiástica, resistiendo con sus tropas cuando fue necesario. Ernesto le solicitó a su hermano, Fernando, que le diera apoyo militar. Inicialmente el conflicto estuvo limitado a las tropas de Waldburgo y el arzobispo competidor, Ernesto de Baviera. Para 1585, estas fuerzas estaban equiparadas, y cada bando buscó apoyo exterior, Waldburg del Duque y Ernesto de Baviera de Alejandro Farnesio, Duque de Parma.

## El saqueo de Westfalia
En marzo de 1586, Martin Schenck von Nydeggen con una fuerza de 500 hombres a pie y 500 de caballería se dirigió a Westfalia, acompañado por Hermann Friedrich Cloedt, el comandante del pueblo fortificado de Neuss. Su objetivo era asegurar dos plazas fuertes en Recklinghausen y Werl para Gebhard y dejarlas guarnecidas para resistir el ataque fuera por las tropas de Ernesto o por las tropas del Duque de Parma. Cruzaron el río Rin y saquearon varios pueblos en Westfalia, como Hamm, Soest, Unna, Vest y Waltrop, así como las granjas y villas entre ellos. Durante esta campaña, también profanaron varias iglesias, quitando todas las estatuas, tapices y mobiliario, y, en Soest, acosaron a los clérigos.

## Arrinconado en Werl

El Electorado de Colonia, circa 1580. La ciudad de Colonia, aunque formaba parte de la arquidiócesis, no pertenecía al Electorado.

Luego de saquear Vest Recklinghausen, el 1 de marzo Schenck se apoderó de Werl mediante una maniobra que denota su astucia. Hizo cargar un conjunto de carretas con sus soldados y los cubrió con sal, un elemento valorado en esa época. Cuando las carretas con sal se presentaron a las puertas de la ciudad, los guardias abrieron los portones y las hicieron entrar en el pueblo. A continuación los "soldados salados" se impusieron sobre los guardias y capturaron el pueblo. Algunos de los defensores lograron escapar de Werl y se refugiaron en la ciudadela fortificada. Schenck y sus tropas asolaron el pueblo varias veces, pero fueron rechazados. Como no pudieron entrar en la ciudadela fortificada, se dedicaron a saquear sistemáticamente la ciudad, en un intento de desalentar a los ciudadanos de prestar ayuda a las tropas que resistían en la ciudadela.
A continuación llega el Conde Claude von Berlaymount, apodado Haultpenne, con una fuerza de 4000 hombres y sitia a Schenck en Werl, rodeando la ciudad con su artillería pesada y tropas de caballería. A pesar de que su fuerza superaba con creces a la de Schenck, que apenas eran unos 500 soldados, Berlaymount se abstuvo de bombardear el pueblo a pesar de que Schenck y Cloedt estaban rodeados por fuera, y eran atacados desde adentro por varios cientos de soldados desde la ciudadela de Werl. Schenk y su contingente intentaron escapar una vez, pero fueron obligados a replegarse hacia la ciudad, dejando unos 50 soldados fuera de las murallas; estos soldados escaparon hacia el bosque y atacaron varias de las granjas vecinas, a la espera de que sus comandantes pudieran salir de la ciudad.
Dentro de la fortaleza Cloedt y Schenck cargaron sus carretas, ahora con su botín, tomaron 30 magistrados como rehenes y atacaron a las tropas de Haultpenne, matando a unos 500 hombres de Haultpenne y perdiendo unos 200 soldados propios. Luego de anular la resistencia que imponían las fuerzas de Haultpenne, se dirigieron hacia Kettwick y cruzaron el Rin aguas arriba de Dortmund. Cloedt regresó a su posición de comandante en Neuss, que poco tiempo después fue rodeado y destruido por Alejandro Farnesio, Duque de Parma. Schenck se fue a Venlo a orillas del río Neuss, en poder de las Provincias Unidas hasta su captura por las tropas españolas en 1586.

## Resultado
Para Schenck, la batalla y la campaña en Westfalia fueron un éxito. Llegó a Westfalia como un mercenario, y partió de Westfalia como un soldado con una fortuna. Una vez cruzado el Rin, dejó su fortuna y a su esposa en Venlo y se dirigió a Delft para ponerse a las órdenes de Mauricio de Nassau. Allí, Robert Dudley, Conde de Leicester, el Gobernador general inglés de los holandeses, lo ordenó caballero por orden de Isabel I y le regaló una cadena valorada en mil piezas de oro.
Para Gebhard, en especial la batalla de Werl de 1585, y en general el saqueo de Westfalia, no le significaron ganancias especiales para sí; al contrario, tuvo algunas pérdidas muy concretas. Schenck fracasó en asegurar una fortaleza que sirviera de plaza fuerte a largo plazo, lo que resultó en el aislamiento de los territorios y fuerzas de Gebhard. De esta forma, toda ayuda que pudiera esperar de los príncipes protestantes al este debería atravesar el cerco que imponía el ejército español. Los bienes que Schenck tomó provenían en gran medida de los saqueos a campesinos y mercaderes. Si bien los mismos aumentaron sus arcas y la de sus soldados, eran irrelevantes para evitar el derrumbe de las finanzas de Gebhard, cuya situación ya era desesperada. Schenck, que era poco más que un mercenario a sueldo, enajenó a la población de Westfalia, si no del protestantismo, por lo menos de la causa de Gebhard.
Desde el punto de vista de la guerra de Colonia, la derrota en la campaña de Westfalia y la retirada de Schenck de Werl marcaron el comienzo del final del período de Gebhard Truchsess von Waldburg como arzobispo y príncipe-elector de Colonia. Una vez que España hizo intervenir a su ejército, el balance militar se tornó rápidamente favorable al bando católico. La pérdida del arzobispado de Colonia a manos del contendiente católico, Ernesto de Baviera, dio lugar a la consolidación de la autoridad de Wittelsbach en los territorios del noroeste de Alemania, el asentamiento gestionado por los jesuitas de un enclave fuerte de la contrarreforma católica en la zona inferior del Rin y la consolidación de las cabeceras de puente españolas sobre el río Rin, desde donde Felipe de España podía asaltar las provincias protestantes neerlandesas.